# Sōseiji
Sōseiji; 双生児, lit. "Bessons"), també internacionaitzada com Gemini és una pel·lícula de terror japonesa del 1999 dirigida per Shinya Tsukamoto, basat lliurement en una història d'Edogawa Ranpo, que persegueix el seu tema preferit del costat brutalment físic i animal dels éssers humans que aixequen el seu cap lleig sota una xapa civilitzada, present. en pel·lícules anteriors com Tetsuo: The Iron Man (1989) i Tokyo Fist (1995), en el que és un nou territori per a Tsukamoto: una història ambientada a finals de l'Era Meiji (1868–1912) sense fotografia en stop-motion ni entorn industrial.

## Argument
Tòquio. 1910. El Dr. Daitokuji Yukio (Masahiro Motoki), un antic metge militar que ha pres una pràctica exitosa del seu pare i tracta víctimes de la pesta, viu una vida encantada: és un jove metge respectat amb una pràctica exitosa. i Rin (Ryo), una dona preciosa. El seu únic problema és que pateix amnèsia i es desconeix el seu passat.
Tanmateix, les coses comencen a trencar-se. Els seus dos pares moren sobtadament, assassinats per un misteriós desconegut que s'assembla a ell. La seva relació amb la seva dona empitjora després que ell opti per curar l'alcalde en lloc dels indigents dels guetos propers. Mentre és aïllat dels seus familiars, un dia s'enfronta al misteriós desconegut que resulta ser el seu bessó rebutjat des de fa temps, Sutekichi (de nou en Motoki). Amb ganes de venjar-se, Sutekichi el llença al pou del jardí i es fa càrrec de la seva vida i de la seva dona.
El conflicte final entre els dos germans es realitza quan Yukio, forçat a una existència animal al pou, reeixeix, provocant la lluita fratricida per l'amor de la mateixa dona, ja que resulta (mentre pren el paper de Yukio) que Rin havia estat una vegada l'amant de Sutekichi.

## Repartiment
- Masahiro Motoki – Yukio Daitokuji / Sutekichi
- Ryo – Rin
- Yasutaka Tsutsui - el pare d'en Yukio
- Shiho Fujimura - la mare de Yukio
- Akaji Maro – Kakubê
- Masako Motai – Shige
- Renji Ishibashi – Monjo captaire
- Tomorowo Taguchi - Pacient de mitjana edat
- Tadanobu Asano - Vengedor amb espasa
- Naoto Takenaka - Home ric

## Documental
Takashi Miike va produir i dirigir un documental entre bastidors sobre la realització de Sōseiji. El documental, titulat Tsukamoto Shinya ga Ranpo suru, té una durada de 17 minuts.

## Estrena
Sōseiji va rebre la seva estrena mundial oficial al Festival Internacional de Cinema de Venècia l'any 1999. Es va estrenar uns dies després al Japó el 15 de setembre de 1999 on va ser distribuït per Toho. Es va mostrar als Estats Units el 5 de novembre de 2000 al Hawaii Film Festival. També ha rebut una reedició de Third Window Films en Blu-ray el 2020.

## Recepció
Variety va donar a la pel·lícula una crítica generalment favorable, afirmant que "aquest thriller d'un disseny sorprenent és captivador malgrat una certa duresa i l'enfocament narratiu habitualment caòtic del director." The Globe and Mail es va referir a Gemini com l’ "Elecció del dia" del seu presentació al Festival Internacional de Cinema de Toronto, descrivint la pel·lícula com a "desconcertant, opaca, enèrgica, tediosa, fascinant i totalment boja en aproximadament la mateixa mesura" A la crítica de la revista francesa Positif va afirmar que Gemini tenia un estil incòmode que deixaria als espectadors incapaços d'aconseguir una sensació real de por i que la pel·lícula tenia la complexitat. d'una pel·lícula d'estudiants o d'una sèrie de grau Z. En canvi, el lloc de mitjans Grimoire of Horror va elogiar la narració frenètica per "uns girs argumentals absolutament impressionants, escenes de gran caos coreografiat, seqüències meravellosament eròtiques, paràboles de divisió a la teva cara".
Al XXXIII Festival Internacional de Cinema Fantàstic de Catalunya va rebre el premi a la millor banda sonora.